# Дворище (Раковець)
Дворище (хорв. Dvorišće) — населений пункт у Хорватії, у Загребській жупанії у складі громади Раковець.

## Населення
Населення за даними перепису 2011 року становило 164 осіб.
Динаміка чисельності населення поселення:

## Клімат
Середня річна температура становить 10,45 °C, середня максимальна – 24,73 °C, а середня мінімальна – -6,15 °C. Середня річна кількість опадів – 841 мм.
| Клімат поселення                              | Клімат поселення | Клімат поселення | Клімат поселення | Клімат поселення | Клімат поселення | Клімат поселення | Клімат поселення | Клімат поселення | Клімат поселення | Клімат поселення | Клімат поселення | Клімат поселення | Клімат поселення |
| Показник                                      | Січ.             | Лют.             | Бер.             | Квіт.            | Трав.            | Черв.            | Лип.             | Серп.            | Вер.             | Жовт.            | Лист.            | Груд.            |                  |
| Середній максимум, °C                         | 5,93             | 8,00             | 12,47            | 16,62            | 21,56            | 24,73            | 24,18            | 23,60            | 19,66            | 14,52            | 8,86             | 4,89             |                  |
| Середня температура, °C                       | −0,11            | 1,95             | 6,44             | 10,58            | 15,53            | 18,69            | 20,27            | 19,70            | 15,76            | 10,59            | 4,96             | 1,00             |                  |
| Середній мінімум, °C                          | −6,15            | −4,09            | 0,40             | 4,53             | 9,48             | 12,65            | 16,37            | 15,80            | 11,86            | 6,70             | 1,06             | −2,91            |                  |
| Норма опадів, мм                              | 46               | 45               | 54               | 65               | 74               | 93               | 78               | 82               | 78               | 81               | 83               | 62               |                  |
| Середньомісячна швидкість вітру, м/с          | 1.99             | 2.20             | 2.59             | 2.47             | 2.30             | 2.09             | 2.00             | 1.80             | 1.86             | 1.90             | 2.00             | 2.00             |                  |
| Середньомісячна сонячна радіація, кДж/м²·день | 4065             | 6878             | 10578            | 14957            | 19193            | 21162            | 21895            | 19053            | 14164            | 8703             | 4533             | 3305             |                  |
| --------------------------------------------- | ---------------- | ---------------- | ---------------- | ---------------- | ---------------- | ---------------- | ---------------- | ---------------- | ---------------- | ---------------- | ---------------- | ---------------- | ---------------- |
| Джерело:                                      |                  |                  |                  |                  |                  |                  |                  |                  |                  |                  |                  |                  |                  |